# Garypus realini
Garypus realini is een bastaardschorpioenensoort uit de familie van de Garypidae. De wetenschappelijke naam is gepubliceerd in 1948 door Wagenaar-Hummelinck.

## Verspreiding en habitat
Deze soort is endemisch in de zee bij Aruba en komt voor aan de kust nabij Boca Grandi.

## Beschrijving
Mannetjes zijn 5,0 tot 5,2  mm en vrouwtjes van 5,6 tot 6,2  mm.

## Systematiek en taxonomie
De soort werd in 1948 door Wagenaar-Hummelinck beschreven onder het protoniem Garypus bonairensis realini. In 2020 werd deze door Harvey, Hillyer, Carvajal en Huey geherclassificeerd in de rang van volwaardig soort.

## Etymologie
De soortaanduiding realini is een eerbetoon aan F.J.A. Janssen (1889-1977), bekend als frater M. Realino. Hij was samen met Wagenaar-Hummelinck lid van de Natuurwetenschappelijke Studiekring voor Suriname en de Nederlandse Antillen.